# Labdarúgás az 1924. évi nyári olimpiai játékokon
Az 1924. évi nyári olimpiai játékokon a labdarúgótornát május 25. és június 9. között rendezték meg Párizs négy stadionjában.
Ebben az időben a nyári olimpiai játékok labdarúgó tornájára meghívásos alapon lehetett kijutni. A szervezőbizottság túllépve az I. világháborús politika hullámain Magyarországot és Törökországot is meghívta. A német együttes visszautasította az invitálást, Anglia távol maradt, a portugálok a torna kezdete előtt visszaléptek, ennek ellenére 22 együttes jelent meg, hogy eldöntsék, ki legyen az olimpiai bajnok.
Európában alig sejtette valaki, hogy Dél-Amerikában egyáltalán létezik labdarúgás. A torna előtt Uruguay egy akklimatizáló – ismerkedés az európai labdarúgással – portyán vett részt, ahol páratlan sorozattal sorra nyerte mérkőzéseit. A spanyol válogatottat kétszer is legyőzte. Titkos esélyesként érkezett az első Dél-amerikai csapat, Uruguay káprázatos játékkal ejtette ámulatba az európaiakat, és biztosan vívta ki az elsőséget.
Az 1924. évi nyári olimpiai játékok labdarúgó bajnoksága volt az első igazi labdarúgó világtorna. Uruguay csapata bebizonyította, hogy Európán kívül is van már igazi labdarúgó-kultúra.
A lebonyolítás egyenes kieséses rendszerben zajlott, azaz a csapatokat párokba sorsolták, és a párharc győztese továbbjutott a következő körbe. Ha a mérkőzés a rendes játékidő végén döntetlenre állt, úgy következett egy kétszer tizenöt perces hosszabbítás. Ha ez után sem volt győztese a mérkőzésnek, a párharcot egy későbbi időpontban újrajátszották.

## Éremtáblázat
(Az egyes számoszlopok legmagasabb értéke, vagy értékei vastagítással kiemelve.)
| Az 1924. évi nyári olimpiai játékok éremtáblázata labdarúgásban | Az 1924. évi nyári olimpiai játékok éremtáblázata labdarúgásban | Az 1924. évi nyári olimpiai játékok éremtáblázata labdarúgásban | Az 1924. évi nyári olimpiai játékok éremtáblázata labdarúgásban | Az 1924. évi nyári olimpiai játékok éremtáblázata labdarúgásban | Olimpia  |
| --------------------------------------------------------------- | --------------------------------------------------------------- | --------------------------------------------------------------- | --------------------------------------------------------------- | --------------------------------------------------------------- | -------- |
|                                                                 | Ország                                                          | Arany                                                           | Ezüst                                                           | Bronz                                                           | Összesen |
| 1.                                                              | Uruguay (URU)                                                   | 1                                                               | 0                                                               | 0                                                               | 1        |
|                                                                 |                                                                 |                                                                 |                                                                 |                                                                 |          |
| 2.                                                              | Svájc (SUI)                                                     | 0                                                               | 1                                                               | 0                                                               | 1        |
|                                                                 |                                                                 |                                                                 |                                                                 |                                                                 |          |
| 3.                                                              | Svédország (SWE)                                                | 0                                                               | 0                                                               | 1                                                               | 1        |
|                                                                 |                                                                 |                                                                 |                                                                 |                                                                 |          |
| Összesen                                                        | Összesen                                                        | 1                                                               | 1                                                               | 1                                                               | 3        |

## Érmesek
| Az 1924. évi nyári olimpiai játékok érmesei férfi labdarúgásban | Az 1924. évi nyári olimpiai játékok érmesei férfi labdarúgásban | Az 1924. évi nyári olimpiai játékok érmesei férfi labdarúgásban |
| --- | --- | --- |
| Arany | Ezüst | Bronz |
| Uruguay (URU) | Svájc (SUI) | Svédország (SWE) |
| José Andrade Pedro Arispe Pedro Cea Alfredo Ghierra Andrés Mazali José Nasazzi José Naya Pedro Petrone Ángel Romano Héctor Scarone Humberto Tomasina Santos Urdinarán José Vidal Alfredo Zibechi | Max Abegglen Félix Bédouret Walter Dietrich Karl Ehrenbolger Paul Fässler Edmond Kramer Adolphe Mengotti August Oberhauser Robert Pache Aron Pollitz Hans Pulver Rudolf Ramseyer Adolphe Reymond Paul Schmiedlin Paul Sturzenegger | Albin Dahl Axel Alfredsson Charles Brommesson Evert Lundquist Fritjof Hillén Gunnar Holmberg Gustaf Carlsson Harry Sundberg Konrad Hirsch Per Kaufeldt Putte Kock Sigfrid Lindberg Sten Mellgren Sven Friberg Sven Lindqvist Sven Rydell Tore Keller Thorsten Svensson |
| Szövetségi kapitány | | |
| Ernesto Fígoli | Edward Duckworth (angol) | Nagy József (magyar) |

## Helyszínek
Minden mérkőzést Párizsban, annak négy stadionjában rendezték:
| Stadion                     | Mérkőzések száma |
| --------------------------- | ---------------- |
| Colombes-i Olimpiai Stadion | 11               |
| Pershing-i Stadion          | 4                |
| Bergeyre-i Stadion          | 6                |
| Párizsi Stadion             | 3                |

## Részt vevő nemzetek
Eredetileg huszonhárom ország nevezett be a tornára, azonban Portugália visszalépett, ezáltal végül huszonkét csapat vett részt a versenyen.
Összesen négyszázhetvenegy versenyzőt neveztek, azonban közülük csak kétszáznyolcvanan léptek pályára.
(A zárójelben lévő első szám a pályára lépőket, a második pedig a tartalék játékosokat mutatja.)
| - Belgium (BEL) (11+11) - Bulgária (BUL) (11+11) - Csehszlovákia (TCH) (19+3) - Egyesült Államok (USA) (13+4) - Egyiptom (EGY) (12+10) - Észtország (EST) (11+11) - Franciaország (FRA) (12+10) - Hollandia (NED) (19+3) - Írország (IRL) (12+10) - Jugoszlávia (YUG) (11+11) - Lengyelország (POL) (11+11) | - Lettország (LAT) (11+11) - Litvánia (LTU) (11+5) - Luxemburg (LUX) (11+11) - Magyarország (HUN) (11+11) - Olaszország (ITA) (13+9) - Románia (ROU) (11+11) - Spanyolország (ESP) (11+11) - Svájc (SUI) (15+7) - Svédország (SWE) (18+4) - Törökország (TUR) (11+9) - Uruguay (URU) (14+8) |

## Játékvezetők
Huszonhat játékvezetőt – 25-öt Európából, egy főt Afrikából, Egyiptomból Mohammed Youssof –  hívtak meg a tornára. A rendező Francia szövetség 8 sportemberrel – 4 játékvezetővel, akik egyben partbírók is voltak, 4 partbíróval – képviselhették magukat. 3 belga, 2-2 magyar-, csehszlovák-, holland és spanyol páros működhetett, illetve további hét ország 1-1 játékvezetője irányíthatott vagy partbíróként segédkezhetett a mérkőzéseken. A 24 mérkőzést 15 játékvezető vezette, 3-3 mérkőzést a Peder Christian Andersen norvég és az osztrák Heinrich Retschury vezetett. A partbírók közül a lengyel Adam Obrubanski 7, a francia Louis Fourgous 5, a magyar Gerő Ferenc 4 találkozón volt segítő partbíró. Öt játékvezető csak játékvezető volt, 10 bíró mérkőzésvezetés mellett partbírói feladatokat is ellátott. A 11 partbíró a 48 segédbírói feladatból 28 esetben tevékenykedhetett segítőként.
| - Heinrich Retschury - Charles Barette - Henry Christophe - Paul Putz - Mohammed Youssof - Olivier De Ricard - Marcel Slawick - Georges Vallat - Johannes Mutters - Iváncsics Mihály - Peder Christian Andersen - Antonio Scamoni - Luis Colina Álvarez - Félix Herren | Játékvezető asszisztensek - František Cejnar - X. Herites - John Balway - Jean Richard - Louis Fourgous - Jean Richard - X. Langres - A. Henriot - Theo van Zwieteren - Ernest Fabris - Adam Obrubański - Gerő Ferenc - F. Contreras |

## Ágrajz

### Helyosztók
Az időpontok helyi idő (UTC+1) szerint vannak megadva.
|  |                                                 |                  |             |                                                 |   |               |               |       |
|  | Elődöntők                                       | Elődöntők        | Elődöntők   |                                                 |   | Döntő         | Döntő         | Döntő |
|  | Elődöntők                                       | Elődöntők        | Elődöntők   |                                                 |   | Döntő         | Döntő         | Döntő |
|  | június 6. – Colombes-i Olimpiai Stadion, Párizs |                  |             |                                                 |   |               |               |       |
|  |                                                 |                  |             |                                                 |   |               |               |       |
|  | Hollandia (NED)                                 | Hollandia (NED)  | 1           |                                                 |   |               |               |       |
|  | Hollandia (NED)                                 | Hollandia (NED)  | 1           | június 9. – Colombes-i Olimpiai Stadion, Párizs |   |               |               |       |
|  | Uruguay (URU)                                   | Uruguay (URU)    | 2           |                                                 |   |               |               |       |
|  | Uruguay (URU)                                   | Uruguay (URU)    | 2           |                                                 |   | Uruguay (URU) | Uruguay (URU) | 3     |
|  | június 5. – Colombes-i Olimpiai Stadion, Párizs |                  |             |                                                 |   | Uruguay (URU) | Uruguay (URU) | 3     |
|  |                                                 |                  | Svájc (SUI) | Svájc (SUI)                                     | 0 |               |               |       |
|  | Svájc (SUI)                                     | Svájc (SUI)      | Svájc (SUI) | Svájc (SUI)                                     | 0 | 2             |               |       |
|  | Svájc (SUI)                                     | Svájc (SUI)      |             |                                                 |   |               |               |       |
|  | Svédország (SWE)                                | Svédország (SWE) | 1           |                                                 |   |               |               |       |
|  | Svédország (SWE)                                | Svédország (SWE) | 1           | Bronzmérkőzés                                   |   |               |               |       |
|  |                                                 |                  |             |                                                 |   |               |               |       |
|  | június 8. – Colombes-i Olimpiai Stadion, Párizs |                  |             |                                                 |   |               |               |       |
|  |                                                 |                  |             |                                                 |   |               |               |       |
|  | Hollandia (NED)                                 | Hollandia (NED)  | 1 (1)       |                                                 |   |               |               |       |
|  | Hollandia (NED)                                 | Hollandia (NED)  | 1 (1)       |                                                 |   |               |               |       |
|  | Svédország (SWE)                                | Svédország (SWE) | 1 (3)       |                                                 |   |               |               |       |
|  | Svédország (SWE)                                | Svédország (SWE) | 1 (3)       |                                                 |   |               |               |       |

1. 1 2  Miután az első mérkőzés a hosszabbítás után is döntetlenre állt, ezért június 9-én 14:30-as kezdési időponttal megismételték a mérkőzést, melyet Svédország 3–1-re megnyert.

### Felső ág
|  | Legjobb 16 közé jutásért | Legjobb 16 közé jutásért | Legjobb 16 közé jutásért |  |  | Nyolcaddöntők          | Nyolcaddöntők          | Nyolcaddöntők  |                |   | Negyeddöntők        | Negyeddöntők        | Negyeddöntők  |               |   | Elődöntők | Elődöntők | Elődöntők |  |
|  |                          |                          |                          |  |  |                        |                        |                |                |   |                     |                     |               |               |   |           |           |           |  |
|  |                          |                          |                          |  |  | Hollandia (NED)        | Hollandia (NED)        | 6              |                |   |                     |                     |               |               |   |           |           |           |  |
|  |                          |                          |                          |  |  | Románia (ROU)          | Románia (ROU)          | 0              |                |   |                     |                     |               |               |   |           |           |           |  |
|  |                          |                          |                          |  |  |                        |                        |                |                |   | Hollandia (NED)     | Hollandia (NED)     | 2             |               |   |           |           |           |  |
|  |                          |                          |                          |  |  |                        |                        | Írország (IRL) | Írország (IRL) | 1 |                     |                     |               |               |   |           |           |           |  |
|  |                          |                          |                          |  |  | Bulgária (BUL)         | Bulgária (BUL)         | 0              |                |   |                     |                     |               |               |   |           |           |           |  |
|  |                          |                          |                          |  |  | Írország (IRL)         | Írország (IRL)         | 1              |                |   |                     |                     |               |               |   |           |           |           |  |
|  |                          |                          |                          |  |  |                        |                        |                |                |   | Hollandia (NED)     | Hollandia (NED)     | 1             |               |   |           |           |           |  |
|  |                          |                          |                          |  |  |                        |                        |                |                |   |                     |                     | Uruguay (URU) | Uruguay (URU) | 2 |           |           |           |  |
|  |                          |                          |                          |  |  | Lettország (LAT)       | Lettország (LAT)       | 0              |                |   |                     |                     |               |               |   |           |           |           |  |
|  |                          |                          |                          |  |  | Franciaország (FRA)    | Franciaország (FRA)    | 7              |                |   |                     |                     |               |               |   |           |           |           |  |
|  |                          |                          |                          |  |  |                        |                        |                |                |   | Franciaország (FRA) | Franciaország (FRA) | 1             |               |   |           |           |           |  |
|  | Uruguay (URU)            | Uruguay (URU)            | 7                        |  |  |                        |                        | Uruguay (URU)  | Uruguay (URU)  | 5 |                     |                     |               |               |   |           |           |           |  |
|  | Jugoszlávia (YUG)        | Jugoszlávia (YUG)        | 0                        |  |  | Uruguay (URU)          | Uruguay (URU)          | 3              |                |   |                     |                     |               |               |   |           |           |           |  |
|  | Egyesült Államok (USA)   | Egyesült Államok (USA)   | 1                        |  |  | Egyesült Államok (USA) | Egyesült Államok (USA) | 0              |                |   |                     |                     |               |               |   |           |           |           |  |
|  | Észtország (EST)         | Észtország (EST)         | 0                        |  |  |                        |                        |                |                |   |                     |                     |               |               |   |           |           |           |  |

### Alsó ág
|  | Legjobb 16 közé jutásért | Legjobb 16 közé jutásért | Legjobb 16 közé jutásért |  |  | Nyolcaddöntők       | Nyolcaddöntők       | Nyolcaddöntők     |                   |   | Negyeddöntők     | Negyeddöntők     | Negyeddöntők     |                  |   | Elődöntők | Elődöntők | Elődöntők |  |
|  |                          |                          |                          |  |  |                     |                     |                   |                   |   |                  |                  |                  |                  |   |           |           |           |  |
|  | Csehszlovákia (TCH)      | Csehszlovákia (TCH)      | 5                        |  |  |                     |                     |                   |                   |   |                  |                  |                  |                  |   |           |           |           |  |
|  | Törökország (TUR)        | Törökország (TUR)        | 2                        |  |  | Csehszlovákia (TCH) | Csehszlovákia (TCH) | 1 (0)             |                   |   |                  |                  |                  |                  |   |           |           |           |  |
|  | Svájc (SUI)              | Svájc (SUI)              | 9                        |  |  | Svájc (SUI)         | Svájc (SUI)         | 1 (1)             |                   |   |                  |                  |                  |                  |   |           |           |           |  |
|  | Litvánia (LTU)           | Litvánia (LTU)           | 0                        |  |  |                     |                     |                   |                   |   | Svájc (SUI)      | Svájc (SUI)      | 2                |                  |   |           |           |           |  |
|  | Spanyolország (ESP)      | Spanyolország (ESP)      | 0                        |  |  |                     |                     | Olaszország (ITA) | Olaszország (ITA) | 1 |                  |                  |                  |                  |   |           |           |           |  |
|  | Olaszország (ITA)        | Olaszország (ITA)        | 1                        |  |  | Olaszország (ITA)   | Olaszország (ITA)   | 2                 |                   |   |                  |                  |                  |                  |   |           |           |           |  |
|  |                          |                          |                          |  |  | Luxemburg (LUX)     | Luxemburg (LUX)     | 0                 |                   |   |                  |                  |                  |                  |   |           |           |           |  |
|  |                          |                          |                          |  |  |                     |                     |                   |                   |   | Svájc (SUI)      | Svájc (SUI)      | 2                |                  |   |           |           |           |  |
|  |                          |                          |                          |  |  |                     |                     |                   |                   |   |                  |                  | Svédország (SWE) | Svédország (SWE) | 1 |           |           |           |  |
|  |                          |                          |                          |  |  | Belgium (BEL)       | Belgium (BEL)       | 1                 |                   |   |                  |                  |                  |                  |   |           |           |           |  |
|  | Portugália (POR)         | Portugália (POR)         | [ 4 ]                    |  |  | Svédország (SWE)    | Svédország (SWE)    | 8                 |                   |   |                  |                  |                  |                  |   |           |           |           |  |
|  | Svédország (SWE)         | Svédország (SWE)         | [ 4 ]                    |  |  |                     |                     |                   |                   |   | Svédország (SWE) | Svédország (SWE) | 5                |                  |   |           |           |           |  |
|  | Lengyelország (POL)      | Lengyelország (POL)      | 0                        |  |  |                     |                     | Egyiptom (EGY)    | Egyiptom (EGY)    | 0 |                  |                  |                  |                  |   |           |           |           |  |
|  | Magyarország (HUN)       | Magyarország (HUN)       | 5                        |  |  | Magyarország (HUN)  | Magyarország (HUN)  | 0                 |                   |   |                  |                  |                  |                  |   |           |           |           |  |
|  |                          |                          |                          |  |  | Egyiptom (EGY)      | Egyiptom (EGY)      | 3                 |                   |   |                  |                  |                  |                  |   |           |           |           |  |

## Mérkőzések

### Első forduló
A magyar csapat nagy bizalommal érkezett Párizsba. Az MLSZ által már egy esztendővel megelőzően kivetett 10%-os olimpiai adó révén 4 000 dollár - valóságos vagyon - állt rendelkezésre, és miután az eredményes harcvitelhez a legfontosabb eszköz, a pénz biztosítva volt, mindenki jogosan várta a sikereket. Az első mérkőzésen (5:0) volt a lengyelek ellen.
| 1924. május 25. 15:30 (UTC+1) |

| Spanyolország (ESP) | 0–1               | Olaszország         |
| ------------------- | ----------------- | ------------------- |
| Larraza 55′         | (0–0) Jegyzőkönyv | Vallana 84' (öngól) |

| Colombes-i Olimpiai Stadion, Párizs Nézőszám: 18 991 Játékvezető: Slawick (francia) Asszisztensek: Louis Fourgous (francia), Langres (francia) |

| 1924. május 25. 15:30 (UTC+1) |

| Csehszlovákia (TCH)                                   | 5–2               | Törökország   |
| ----------------------------------------------------- | ----------------- | ------------- |
| R. Sloup 21' Sedláček 28' 37' Jan Novák 64' Čapek 74' | (3–0) Jegyzőkönyv | Refet 63' 82' |

| Bergeyre-i Stadion, Párizs Nézőszám: 4344 Játékvezető: Peder Christian Andersen (norvég) Asszisztensek: Adam Obrubanski (lengyel), Iváncsics Mihály (magyar) |

| 1924. május 25. 15:30 (UTC+1) |

| Litvánia (LTU) | 0–9               | Svájc                                                                                 |
| -------------- | ----------------- | ------------------------------------------------------------------------------------- |
|                | (0–4) Jegyzőkönyv | Sturzenegger 2' 43' 68' 85' Dietrich 14' Abegglen 41' 50' 58' Ramseyer 63' (11-esből) |

| Pershing-i Stadion, Párizs Nézőszám: 8110 Játékvezető: Antonio Scamoni (olasz) Asszisztensek: František Cejnar (csehszlovák), Ernest Fabris (jugoszláv) |

| 1924. május 25. 17:15 (UTC+1) |

| Észtország (EST) | 0–1               | Egyesült Államok       |
| ---------------- | ----------------- | ---------------------- |
|                  | (0–1) Jegyzőkönyv | Straden 15' (11-esből) |

| Pershing-i Stadion, Párizs Nézőszám: 8110 Játékvezető: Putz (belga) Asszisztensek: Mohammed Youssof (egyiptomi), Félix Herren (svájci) |

| 1924. május 26. 16:00 (UTC+1) |

| Uruguay (URU)                                                | 7–0               | Jugoszlávia |
| ------------------------------------------------------------ | ----------------- | ----------- |
| Vidal 20' Scarone 23' Petrone 35' 61' Cea 50' 80' Romano 58' | (3–0) Jegyzőkönyv |             |

| Colombes-i Olimpiai Stadion, Párizs Nézőszám: 3025 Játékvezető: Vallat (francia) Asszisztensek: John Balway (francia), Jean Richard (francia) |

| 1924. május 26. 17:00 (UTC+1) |

| Magyarország (HUN)                           | 5–0               | Lengyelország |
| -------------------------------------------- | ----------------- | ------------- |
| Eisenhoffer 14' Hirzer 51' 58' Opata 70' 87' | (1–0) Jegyzőkönyv |               |

| Bergeyre-i Stadion, Párizs Nézőszám: 3578 Játékvezető: Mutters (holland) Asszisztensek: Henry Christophe (belga), Paul Putz (belga) |

### Nyolcaddöntők
A második mérkőzésen a magyar gárdát elérte az "egyiptomi csapás", (3:0)-ra kikaptunk az afrikai csapattól és csomagolhattunk. Egy tizenegyest kapufára rúgtunk, egy szabályosnak vélt gólunkat nem adta meg a játékvezető! Szögletarányunk irigylésre méltó, 13:2 volt a javunkra, de szabályos gólt nem tudtunk rúgni. Az egyiptomi vereség indokai között szerepelt a játékosok széthúzása, az edző alkalmatlansága, a fárasztó utazás, a minősíthetetlen szállodai elhelyezés, a sok sérült és a bántó hazai sajtóvélemények!
A Svájc – Csehszlovákia (1:1) találkozót újra kellett játszani, mert a hosszabbítás sem hozott eredményt. A FIFA jelen lévő Játékvezető Bizottsága Iváncsics Mihályt és Gerő Ferencet javasolta a mérkőzés irányításra, de a csehszlovákok visszautasították a bíróküldést - akkor még erre is volt lehetőség.
| 1924. május 27. 16:00 (UTC+1) |

| Hollandia (NED)                                            | 6–0               | Románia |
| ---------------------------------------------------------- | ----------------- | ------- |
| Hurgronje 8' Pijl 32' 52' 66' 68' de Natris 69' (11-esből) | (2–0) Jegyzőkönyv |         |

| Colombes-i Olimpiai Stadion, Párizs Nézőszám: 1840 Játékvezető: Félix Herren (svájci) Asszisztensek: Louis Fourgous (francia), Jean Richard (francia) |

| 1924. május 27. 17:00 (UTC+1) |

| Franciaország (FRA)                            | 7–0               | Lettország |
| ---------------------------------------------- | ----------------- | ---------- |
| Crut 17' 28' 55' Nicolas 25' 50' Boyer 71' 87' | (3–0) Jegyzőkönyv |            |

| Párizsi Stadion, Párizs Nézőszám: 5145 Játékvezető: Henry Christophe (belga) Asszisztensek: Luis Colina Álvarez (spanyol), Adam Obrubanski (lengyel) |

| 1924. május 28. 16:00 (UTC+1) |

| Bulgária (BUL) | 0–1               | Írország   |
| -------------- | ----------------- | ---------- |
|                | (0–0) Jegyzőkönyv | Duncan 75' |

| Colombes-i Olimpiai Stadion, Párizs Nézőszám: 1659 Játékvezető: A. Henriot (francia) Asszisztensek: Georges Vallat (francia), John Balway (francia) |

| 1924. május 28. 17:00 (UTC+1) |

| Svájc (SUI)  | 1–1 (h. u.)                 | Csehszlovákia                     |
| ------------ | --------------------------- | --------------------------------- |
| Dietrich 79' | (0–1, 1–1, 1–1) Jegyzőkönyv | R. Sloup 21' (11-esből) Čapek 74′ |

| Bergeyre-i Stadion, Párizs Nézőszám: 9157 Játékvezető: Peder Christian Andersen (norvég) Asszisztensek: Iváncsics Mihály (magyar), Ernest Fabris (jugoszláv) |

| 1924. május 30. 17:00 (UTC+1) |

| Svájc (SUI) | 1–0               | Csehszlovákia |
| ----------- | ----------------- | ------------- |
| Pache 87'   | (0–0) Jegyzőkönyv |               |

| Bergeyre-i Stadion, Párizs Nézőszám: 5673 Játékvezető: Slawick (francia) Asszisztensek: Olivier De Ricard (francia), Adam Obrubanski (lengyel) |

| 1924. május 29. 16:00 (UTC+1) |

| Belgium (BEL) | 1–8               | Svédország                                                   |
| ------------- | ----------------- | ------------------------------------------------------------ |
| Larnoe 67'    | (0–4) Jegyzőkönyv | Kock 8' 24' 77' Rydell 20' 61' 83' Brommesson 30' Keller 46' |

| Colombes-i Olimpiai Stadion, Párizs Nézőszám: 8532 Játékvezető: Retschury (osztrák) Asszisztensek: Adam Obrubanski (lengyel), Iváncsics Mihály (magyar) |

| 1924. május 29. 16:15 (UTC+1) |

| Olaszország (ITA)              | 2–0               | Luxemburg |
| ------------------------------ | ----------------- | --------- |
| Baloncieri 20' Della Valle 38' | (2–0) Jegyzőkönyv |           |

| Pershing-i Stadion, Párizs Nézőszám: 4254 Játékvezető: Olivier De Ricard (francia) Asszisztensek: Langres (francia), Louis Fourgous (francia) |

| 1924. május 29. 17:00 (UTC+1) |

| Egyesült Államok (USA) | 0–3               | Uruguay                     |
| ---------------------- | ----------------- | --------------------------- |
|                        | (0–3) Jegyzőkönyv | Petrone 10' 44' Scarone 15' |

| Bergeyre-i Stadion, Párizs Nézőszám: 10 455 Játékvezető: Barette (belga) Asszisztensek: Marcel Slawick (francia), Henry Cristophe (belga) |

| 1924. május 29. 17:00 (UTC+1) |

| Egyiptom (EGY)          | 3–0               | Magyarország |
| ----------------------- | ----------------- | ------------ |
| Yakan 4' 58' Hegazi 40' | (2–0) Jegyzőkönyv |              |

| Párizsi Stadion, Párizs Nézőszám: 4371 Játékvezető: Luis Colina Álvarez (spanyol) Asszisztensek: F. Contreras (spanyol), František Cejnar (csehszlovák) |

### Negyeddöntők
| 1924. június 1. 16:00 (UTC+1) |

| Franciaország (FRA) | 1–5               | Uruguay                                   |
| ------------------- | ----------------- | ----------------------------------------- |
| Nicolas 12'         | (1–2) Jegyzőkönyv | Scarone 2' 24' Petrone 58' 68' Romano 83' |

| Colombes-i Olimpiai Stadion, Párizs Nézőszám: 30 868 Játékvezető: Peder Christian Andersen (norvég) Asszisztensek: Karel Herites (csehszlovák), Theo van Zwieteren (holland) |

| 1924. június 1. 16:00 (UTC+1) |

| Egyiptom (EGY) | 0–5               | Svédország                                    |
| -------------- | ----------------- | --------------------------------------------- |
|                | (0–3) Jegyzőkönyv | Kaufeldt 5' 71' Brommesson 31' 34' Rydell 49' |

| Pershing-i Stadion, Párizs Nézőszám: 6484 Játékvezető: Henry Christophe (belga) Asszisztensek: Louis Fourgous (francia), A. Henriot (francia) |

| 1924. június 2. 17:00 (UTC+1) |

| Hollandia (NED)  | 2–1 (h. u.)                 | Írország    |
| ---------------- | --------------------------- | ----------- |
| Formenoy 7' 104' | (1–1, 1–1, 2–1) Jegyzőkönyv | Farrell 33' |

| Párizsi Stadion, Párizs Nézőszám: 1506 Játékvezető: Retschury (osztrák) Asszisztensek: Jean Richard (francia), Gerő Ferenc (magyar) |

| 1924. június 2. 17:00 (UTC+1) |

| Olaszország (ITA) | 1–2               | Svájc                         |
| ----------------- | ----------------- | ----------------------------- |
| Della Valle 52'   | (0–0) Jegyzőkönyv | Sturzenegger 47' Abegglen 60' |

| Bergeyre-i Stadion, Párizs Nézőszám: 8359 Játékvezető: Mutters (holland) Asszisztensek: A. Henriot (francia), Georges Vallat (francia) |

### Elődöntők
| 1924. június 5. 17:00 (UTC+1) |

| Svédország (SWE) | 1–2               | Svájc            |
| ---------------- | ----------------- | ---------------- |
| Kock 41'         | (1–1) Jegyzőkönyv | Abegglen 15' 77' |

| Colombes-i Olimpiai Stadion, Párizs Nézőszám: 7448 Játékvezető: Ivancsics (magyar) Asszisztensek: Adam Obrubanski (lengyel), Gerő Ferenc (magyar) |

| 1924. június 6. 17:00 (UTC+1) |

| Hollandia (NED) | 1–2               | Uruguay                        |
| --------------- | ----------------- | ------------------------------ |
| Pijl 32'        | (1–0) Jegyzőkönyv | Cea 62' Scarone 81' (11-esből) |

| Colombes-i Olimpiai Stadion, Párizs Nézőszám: 7088 Játékvezető: Georges Vallat (francia) Asszisztensek: Louis Fourgous (francia), Félix Herren (svájci) |

### Bronzmérkőzés
| 1924. június 8. 16:00 (UTC+1) |

| Hollandia (NED) | 1–1 (h. u.)                 | Svédország   |
| --------------- | --------------------------- | ------------ |
| Le Fèvre 77'    | (0–1, 1–1, 1–1) Jegyzőkönyv | Kaufeldt 44' |

| Colombes-i Olimpiai Stadion, Párizs Nézőszám: 9915 Játékvezető: Retschury (osztrák) Asszisztensek: Gerő Ferenc (magyar), Adam Obrubanski (lengyel) |

| 1924. június 9. 14:30 (UTC+1) |

| Hollandia (NED)         | 1–3               | Svédország                                |
| ----------------------- | ----------------- | ----------------------------------------- |
| Formenoy 43' (11-esből) | (1–2) Jegyzőkönyv | Rydell 34' 77' Lundquist 42' Kaufeldt 75′ |

| Colombes-i Olimpiai Stadion, Párizs Nézőszám: 40 522 Játékvezető: Mohamed (egyiptomi) Asszisztensek: Gerő Ferenc (magyar), Adam Obrubanski (lengyel) |

### Döntő
| 1924. június 9. 16:30 (UTC+1) |

| Svájc (SUI) | 0–3               | Uruguay                       |
| ----------- | ----------------- | ----------------------------- |
|             | (0–1) Jegyzőkönyv | Petrone 9' Cea 65' Romano 82' |

| Colombes-i Olimpiai Stadion, Párizs Nézőszám: 40 522 Játékvezető: Slawick (francia) Asszisztensek: Henry Christophe (belga), Mohammed Youssof (egyiptomi) |

| Az 1924. évi nyári olimpiai játékok férfi labdarúgótornájának olimpiai bajnoka |
| · URUGUAY · 1. cím                                                             |
| ------------------------------------------------------------------------------ |

## Statisztikák

### Sorrend
Az első négy helyezett utáni sorrend meghatározásához az alábbiak lettek figyelembe véve:
- hányadik körig jutott az adott csapat (negyeddöntő, nyolcaddöntő, első forduló)
- az ugyanabban a körben kieső csapatoknál sorrendben a több pont, a jobb gólkülönbség, majd a több lőtt gól rangsorolt

A magyar és a hazai csapat eltérő háttérszínnel kiemelve.
| Helyezés | Nemzet                 | M            | Gy           | D            | V            | G+           | G-           | Gk           | P            |
| -------- | ---------------------- | ------------ | ------------ | ------------ | ------------ | ------------ | ------------ | ------------ | ------------ |
| Arany    | Uruguay (URU)          | 5            | 5            | 0            | 0            | 20           | 2            | +18          | 10           |
| Ezüst    | Svájc (SUI)            | 6            | 4            | 1            | 1            | 15           | 6            | +9           | 9            |
| Bronz    | Svédország (SWE)       | 5            | 3            | 1            | 1            | 18           | 5            | +13          | 7            |
| 4.       | Hollandia (NED)        | 5            | 2            | 1            | 2            | 11           | 7            | +4           | 5            |
|          |                        |              |              |              |              |              |              |              |              |
| 5.       | Olaszország (ITA)      | 3            | 2            | 0            | 1            | 4            | 2            | +2           | 4            |
| 6.       | Franciaország (FRA)    | 2            | 1            | 0            | 1            | 8            | 5            | +3           | 2            |
| 7.       | Írország (IRL)         | 2            | 1            | 0            | 1            | 2            | 2            | 0            | 2            |
| 8.       | Egyiptom (EGY)         | 2            | 1            | 0            | 1            | 3            | 5            | –2           | 2            |
|          |                        |              |              |              |              |              |              |              |              |
| 9.       | Csehszlovákia (TCH)    | 3            | 1            | 1            | 1            | 6            | 4            | +2           | 3            |
| 10.      | Magyarország (HUN)     | 2            | 1            | 0            | 1            | 5            | 3            | +2           | 2            |
| 11.      | Egyesült Államok (USA) | 2            | 1            | 0            | 1            | 1            | 3            | –2           | 2            |
| 12.      | Bulgária (BUL)         | 1            | 0            | 0            | 1            | 0            | 1            | –1           | 0            |
| 13.      | Luxemburg (LUX)        | 1            | 0            | 0            | 1            | 0            | 2            | –2           | 0            |
| 14.      | Románia (ROU)          | 1            | 0            | 0            | 1            | 0            | 6            | –6           | 0            |
| 15.      | Belgium (BEL)          | 1            | 0            | 0            | 1            | 1            | 8            | –7           | 0            |
| 16.      | Lettország (LAT)       | 1            | 0            | 0            | 1            | 0            | 7            | –7           | 0            |
|          |                        |              |              |              |              |              |              |              |              |
| 17.      | Észtország (EST)       | 1            | 0            | 0            | 1            | 0            | 1            | –1           | 0            |
| 17.      | Spanyolország (ESP)    | 1            | 0            | 0            | 1            | 0            | 1            | –1           | 0            |
| 19.      | Törökország (TUR)      | 1            | 0            | 0            | 1            | 2            | 5            | –3           | 0            |
| 20.      | Lengyelország (POL)    | 1            | 0            | 0            | 1            | 0            | 5            | –5           | 0            |
| 21.      | Jugoszlávia (YUG)      | 1            | 0            | 0            | 1            | 0            | 7            | –7           | 0            |
| 22.      | Litvánia (LTU)         | 1            | 0            | 0            | 1            | 0            | 9            | –9           | 0            |
| –        | Portugália (POR)       | visszalépett | visszalépett | visszalépett | visszalépett | visszalépett | visszalépett | visszalépett | visszalépett |

### Gólszerzők
| 7 gólos - Pedro Petrone (URU) 6 gólos - Max Abegglen (SUI) - Sven Rydell (SWE) 5 gólos - Kees Pijl (NED) - Paul Sturzenegger (SUI) - Héctor Scarone (URU) 4 gólos - Putte Kock (SWE) - Pedro Cea (URU) 3 gólos - Édouard Crut (FRA) - Paul Nicolas (FRA) - Ok Formenoy (NED) - Charles Brommesson (SWE) | 3 gólos (folytatás) - Per Kaufeldt (SWE) - Ángel Romano (URU) 2 gólos - Josef Sedláček (TCH) - Rudolf Sloup (TCH) - Ibrahim Yakan (EGY) - Boyer (FRA) - Hirzer Ferenc (HUN) - Opata Zoltán (HUN) - Giuseppe Della Valle (ITA) - Walter Dietrich (SUI) - Bekir Refet (TUR) 1 gólos - Henri Larnoe (BEL) - Josef Čapek (TCH) - Jan Novák (TCH) | 1 gólos (folytatás) - Andy Straden (USA) - Hussein Hegazi (EGY) - Jan de Natris (NED) - Albert Hurgronje (NED) - André Le Fèvre (NED) - Paddy Duncan (IRL) - Michael Farrell (IRL) - Eisenhoffer József (HUN) - Adolfo Baloncieri (ITA) - Robert Pache (SUI) - Rudolf Ramseyer (SUI) - Tore Keller (SWE) - Evert Lundquist (SWE) - José Vidal (URU) öngólos - Pedro Vallana (ESP) (Olaszország ellen) |

## A magyar labdarúgócsapat tagjai
Kiss Gyula szövetségi kapitány
Biri János, Braun József, Eisenhoffer József, Fogl Károly, Guttmann Béla, Hirzer Ferenc, Jeny Rudolf, Mándi Gyula, Obitz Gábor, Opata Zoltán, Orth György
Tartalék: Blum Zoltán, Fogl József, Grósz Dezső, Hajós Árpád, Kertész Vilmos, Kropacsek Ferenc, Molnár György, Nádler Henrik, Takács József, Tóth Gyula, Weisz Árpád, Zsák Károly